# Arthur Bernardes (entrenador)
Arthur Bernardes Ribas da Silva Filho (nacido el 15 de mayo de 1955) es un entrenador de fútbol profesional brasileño, actualmente sin equipo. 

## Estadísticas
| Club                        | País                   | Año       | PD          | PG          | PE          | PP          | Rendimiento |
| --------------------------- | ---------------------- | --------- | ----------- | ----------- | ----------- | ----------- | ----------- |
| América Mineiro             | Brasil                 | 1989      | Desconocido | Desconocido | Desconocido | Desconocido | Desconocido |
| Atlético Mineiro            | Brasil                 | 1990-1991 | 51          | 27          | 13          | 11          | 56.03%      |
| Sport Recife                | Brasil                 | 1991      | 23          | 6           | 6           | 11          | 43.13%      |
| América Futebol Clube       | Brasil                 | 1992      | 26          | 5           | 14          | 7           | 53.97%      |
| Fluminense                  | Brasil                 | 1992      | 19          | 5           | 7           | 7           | 37.68%      |
| Goiás                       | Brasil                 | 1992-1993 | 15          | 7           | 2           | 6           | 24.24%      |
| Marília Atlético Clube      | Brasil                 | 1993      | 31          | 5           | 9           | 17          | 24.24%      |
| Esporte Clube Bahia         | Brasil                 | 1994      | 4           | 2           | 1           | 1           | 24.24%      |
| União Madeira               | Portugal               | 1994-1995 | 35          | 27          | 13          | 11          | 56.03%      |
| Flamengo                    | Brasil                 | 1995      | 3           | 1           | 0           | 2           | 24.24%      |
| Al-Riyadh                   | Arabia Saudita         | 1996      | Desconocido | Desconocido | Desconocido | Desconocido | Desconocido |
| Al Wasl Football Club       | Emiratos Árabes Unidos | 1996-1999 | 92          | 32          | 35          | 25          | 41.06%      |
| Dubai CSC                   | Emiratos Árabes Unidos | 1999      | Desconocido | Desconocido | Desconocido | Desconocido | Desconocido |
| Alianza Lima                | Perú                   | 2000      | 56          | 17          | 17          | 22          | 42.95%      |
| Al-Shabab                   | Arabia Saudita         | 2001-2002 | 37          | 24          | 9           | 4           | 42.95%      |
| Botafogo                    | Brasil                 | 2002      | 25          | 6           | 7           | 12          | 42.95%      |
| Al Wasl Football Club       | Emiratos Árabes Unidos | 2003-2004 | 27          | 10          | 9           | 8           | 42.95%      |
| Petro Luanda                | Angola                 | 2005      | 26          | 14          | 6           | 6           | 42.95%      |
| Marília Atlético Clube      | Brasil                 | 2006      | 57          | 18          | 16          | 23          | 41.06%      |
| Juventude                   | Brasil                 | 2007      | 19          | 6           | 2           | 11          | 42.22%      |
| Jeju United                 | Japón                  | 2008-2009 | 71          | 21          | 17          | 33          | 37.56%      |
| Kuwait SC                   | Kuwait                 | 2010      | 23          | 7           | 6           | 10          | 42.95%      |
| América R-J                 | Brasil                 | 2010      | 18          | 9           | 3           | 6           | 41.06%      |
| Fortaleza                   | Brasil                 | 2011-2012 | 47          | 30          | 9           | 8           | 42.22%      |
| Khor Fakkan Club            | Emiratos Árabes Unidos | 2012      | 7           | 2           | 3           | 2           | 42.95%      |
| Athletico Paranaense        | Brasil                 | 2013      | 4           | 1           | 1           | 2           | 42.95%      |
| Gangwon Football Club       | Corea del Sur          | 2013-2014 | 31          | 14          | 6           | 11          | 42.95%      |
| Sociedade Esportiva do Gama | Brasil                 | 2016      | 14          | 4           | 6           | 4           | 42.95%      |
| Al-Mujazzal Club            | Arabia Saudita         | 2016      | 12          | 3           | 5           | 4           | 42.95%      |
| Nacional Futebol Clube      | Brasil                 | 2017-2018 | 26          | 11          | 5           | 10          | 42.95%      |
| Total                       | Total                  | Total     | 799         | 314         | 227         | 258         | 48.77%      |

## Palmarés
Sport Recife
- Campeonato Pernambucano : 1991

Al-Wasl
- Liga Árabe del Golfo de los Emiratos Árabes Unidos : 1996–97

Al Kuwait
- Supercopa de Kuwait : 2010
- Copa Federación de Kuwait : 2009-10